# Leucobryum aduncum
Leucobryum aduncum är en bladmossart som beskrevs av Frans François Dozy och Molkenboer 1854. Leucobryum aduncum ingår i släktet Leucobryum och familjen Dicranaceae. Inga underarter finns listade i Catalogue of Life.